# Daniel Tállayi
Daniel Tállayi (anche Tálai, Tálay, Tállai, Tállay) (Levoča, 4 gennaio 1760 – Presburgo, 9 aprile 1816) è stato un giornalista, editore e politico slovacco.

## Biografia
Apparteneva ad una famiglia nobile e ricevette la sua istruzione al ginnasio di Levoča, quindi al collegio protestante di Debrecen, fra il 1780 e il 1782 frequentò il liceo evangelico di Presburgo, l'odierna Bratislava. 
Dopo gli studi iniziò la carriera come sostituto dell'editore Landerer, a cui succedette nel 1784. Fino al 1786 diresse la redazione di Pressburger Zeitung. Nel 1786-1787 fu redattore di altri giornali in lingua tedesca e ungherese Magyar Hirmondó, A Poszonyi Magyar Musa, Magyar Kurir e Pressburger Mercur.
Come tedesco dello Spiš padroneggiava il tedesco, si impossessò del latino e dell'ungherese durante gli studi e naturalmente conosceva il dialetto slovacco dello Spiš. Aveva anche una discreta conoscenza del ceco biblico (bibličtina).
Fu pioniere dell'informazione giornalistica in slovacco, in tedesco e in ungherese durante la stagione dell'illuminismo a Presburgo. Come seguace di Giuseppe II in politica, ne propagandò il pensiero e gli sforzi di riforme, ma seguì anche i propri obiettivi imprenditoriali.
Il 23 marzo 1783 pubblicò sul giornale presburghese Noviny o rolním a polním hospodářstvi, un inserto bilingue slovacco-tedesco di un foglio, in cui annunciava la futura uscita di un giornale in lingua slovacca, Prešpurské Noviny, in cui accanto al notiziario si sarebbe dato spazio anche all'approfondimento di argomenti scientifici e tecnici, poiché il periodico era dedicato agli abitanti della capitale, agli artigiani e ai commercianti.
Prešpurské Noviny uscì a partire dal 1783-1784 con cadenza bisettimanale. La sua tendenza illuministica e l'uso del ceco biblico non raccolsero un'ampia adesione del pubblico: verso la fine il giornale aveva appena 36 abbonati. Il 30 giugno 1787 il giornale dovette chiudere per motivi finanziari.
Fra il 1785 e il 1786 Daniel Tállayi promosse e redasse anche il mensile Staré noviny literního umení.
Ottenne successivamente un impiego come funzionario prima al comitato di Pozsony, quindi al municipio della stessa città di Presburgo. Nel 1815 coronò la sua carriera di funzionario della pubblica amministrazione con la nomina a consigliere comunale.